# سید یحیی رحیم‌صفوی
سید یحیی صفوی همامی (زادهٔ ۱۳۳۱ همام) سرلشکر سپاه پاسداران انقلاب اسلامی است، که هم‌اکنون به‌عنوان دستیار و مشاور عالی رهبر جمهوری اسلامی ایران در امور نیروهای مسلح و نیز رئیس پژوهشگاه علوم و معارف دفاع مقدس فعالیت می‌کند، همچنین مدرس دانشگاه امام‌حسین و دانشگاه عالی دفاع ملی می‌باشد.
وی در طول جنگِ ایران و عراق از فرماندهان ارشد سپاه پاسداران انقلاب اسلامی بود، از ۱۳۶۵ تا ۱۳۶۷ جانشینی فرمانده نیروی زمینی سپاه و از ۱۳۶۷ تا ۱۳۶۸ نیز فرماندهی نیروی زمینی سپاه را برعهده داشت. رحیم‌صفوی در فاصله سال‌های ۱۳۶۸ تا ۱۳۷۶ به‌عنوان جانشین فرمانده کل سپاه پاسداران فعالیت می‌کرد و برای مدت یک دهه از ۱۳۷۶ تا ۱۳۸۶ نیز فرمانده کل سپاه پاسداران بود.
او مدرک کارشناسی زمین‌شناسی را پیش از وقوع انقلاب، از دانشگاه تبریز اخذ نمود، همچنین دانش‌آموخته کارشناسی ارشد جغرافیای سیاسی از دانشگاه امام حسین و دکتری جغرافیای سیاسی از دانشگاه تربیت مدرس می‌باشد. وی یکی از معدود فرماندهان ارشد نظامی با درجه سرلشکری در نیروهای مسلح ایران است.
وزارت خارجه کانادا آبان‌ماه ۱۴۰۱ رحیم صفوی را به‌دلیل نقض حقوق بشر و تحویل پهپاد به روسیه برای به‌کارگیری در تهاجم نظامی علیه اوکراین تحریم کرد.

## زندگی‌نامه
سید یحیی صفوی در سالِ ۱۳۳۱ در روستای همام، از بخش شهرستان لنجان، در استان اصفهان زاده شد. پدرش سیدعباس صفوی و مادرش ملوک‌آغا رئیسی دهکردی از اهالی شهرکرد بود. او در سال ۱۳۴۸ آخرین سال تحصیلی در مقطع دبیرستان را می‌گذراند، که مادرش بر اثر ابتلا به سرطان درگذشت و در تخت فولاد اصفهان به خاک سپرده شد. صفوی پس از دریافت مدرک دیپلم متوسطه، در آزمون کنکور سراسری شرکت کرد و پس از قبولی در آزمون، در سال ۱۳۵۰ تحصیل در مقطع کارشناسی رشته زمین‌شناسی را در دانشگاه تبریز آغاز نمود. او از ابتدای دهه ۱۳۵۰ فعالیت‌های مخفی علیه رژیم پهلوی را آغاز کرد و برای عدم شناسایی توسط عوامل ساواک، نام مستعار رحیم را برای خود برگزید. به گفته صفوی در دوران دانشجویی، بزرگ‌ترین مشکل وی در تبریز، آشنا نبودن به زبان ترکی و نداشتن خوابگاه بود:
زمانی که وارد تبریز شدم با مشکلاتی روبه‌رو بودم، از جمله اینکه با زبان ترکی آشنا نبودم و یک کلمه از زبان ترکی را نمی‌فهمیدم و چون ترکی بلد نبودم، جواب گرفتن برایم دشوار بود. این مشکل باعث شد که از همان ماه‌های اول مصمم بشوم زبان ترکی را فرا گیرم. طی آن سال‌هایی که در تبریز بودم آن قدر ترکی یادگرفتم که توانستم در خیابان و بازار به راحتی ترکی حرف بزنم و هیچ‌کس هم نمی‌فهمید که من اصفهانی هستم.
صفوی در سال ۱۳۵۴ مدرک کارشناسی زمین‌شناسی را دریافت کرد و در همین سال، دوره خدمت سربازی را آغاز نمود، که بخش اعظم آن را در مرکز آموزش پیاده شیراز و تیپ ۵۵ هوابرد سپری کرد.
گروهان دومِ گُردان ۱۳۵ هوابرد، محل خدمت من در تیپ ۵۵ هوابرد شیراز بود و با درجهٔ ستوان‌دوم وظیفه، فرمانده دستهٔ گروهان دومِ گردان مزبور بودم.

## دوران انقلاب
در دوران دانشجویی در دانشگاه تبریز، صفوی به همراه عده‌ای از دانشجویان، اقدام به ایجاد تشکل‌های دانشجویی کرد و چندین مرحله در تظاهرات علیه رژیم پهلوی، در شهر تبریز شرکت داشت، که در یکی از این تجمع‌ها، وی از ناحیه پا مورد اصابت گلوله قرار گرفت و مجروح شد. او در کتاب تاریخ شفاهی روایت سید یحیی صفوی این واقعه را این‌گونه عنوان می‌کند:
در درگیری‌های ۲۹ بهمن ۱۳۵۶ تبریز، ما با چند نفر از دوستان داخل یک ماشین بودیم، که در خیابان منصور، یک ماشین ساواک جلوی ما پیچید و ما را به رگبار بست. من که جلو نشسته بودم، یک تیر از در جلوی ماشین آمد و به پای چپ من خورد و توی پاگیر کرد، خون از پاچهٔ شلوارم بیرون زد. من فقط بالای ران پایم را محکم گرفتم و دوستان بلافاصله من را به بیمارستان پهلوی بردند که کنار دانشگاه تبریز بود. ساواکی‌ها داخل بیمارستان ریختند و هر کسی را که زخمی بود، دستگیر می‌کردند. اَنترن‌های آنجا دوستان من بودند که سال ششم بودند، زمانی که ما فارغ‌التحصیل شدیم آن‌ها سال چهارم بودند. ما را از روی تخت بیمارستان بردند محل سردخانه که مرده‌ها را می‌گذارند و از آنجا با یک موتورسیکلت فراری‌مان دادند و به خانهٔ مهندس رضا آیت‌اللهی که رئیس کارخانهٔ سیمان صوفیان و انقلابی بود، بردند. خانمش پزشک بود و گفت این تیر توی پایت گیر کرده است و باید جراحی شود، ولی من طب عمومی خوانده‌ام، او فقط می‌توانست آنتی‌بیوتیک بزند که زخم چرک نکند. مدتی آنجا بودم که بعد به تهران و از آنجا به قم منزل حجت‌السلام محمد آل اسحاق رفتم و یک ماه منزل ایشان بودم. ایشان یک جراح، داخل خانه آورد و پای من را به‌طور موضعی بی‌حس کرد، سپس با تیغ جراحی رانم را باز کرد و با پنس تیر را درآورد و توی باند گذاشت و گفت این هدیهٔ شاهنشاه آریامهر، خدمت شما یادگاری، سپس بخیه کرد. الآن هم جای ورود تیر و هم جای جراحی توی پای من مشخص است.
او در دوران اوج‌گیری انقلاب ۱۳۵۷ در ایران، در شهر اصفهان فعال بود و در روزهای اول وقوع انقلاب، به همراه علی صیاد شیرازی به ساماندهی انقلابیون اصفهان پرداخت.

## جنگ ایران و عراق
رحیم صفوی در طول جنگ ایران و عراق، به‌همراه محسن رضایی، غلامعلی رشید و علی شمخانی، از فرماندهان اصلی سپاه در عملیات‌های اصلی بود و در اغلب عملیات‌های اصلی، جانشینی فرمانده سپاه در عملیات جنوب را برعهده داشت.
او در ابتدای دههٔ ۱۳۹۰ با هاشمی رفسنجانی، فرماندهٔ جنگ ایران و عراق دچار اختلاف شد.

## تحصیلات
یحیی رحیم‌صفوی مدرک کارشناسی زمین‌شناسی را از دانشگاه تبریز و در سال ۱۳۵۴ دریافت کرد و بعد از جنگ ایران و عراق و در سال ۱۳۷۴ فوق لیسانس جغرافیای سیاسی را از دانشگاه امام حسین و دکترای همین رشته را نیز از دانشگاه تربیت مدرس در سال ۱۳۸۰ اخذ نمود. او هم‌اکنون استاد جغرافیای سیاسی در دانشگاه خوارزمی، دانشگاه شهید بهشتی، دانشگاه تهران و دانشگاه تربیت مدرس می‌باشد.

## سوابق
رحیم‌صفوی بین سال‌های ۱۳۶۴ تا ۱۳۶۵ فرمانده نیروی زمینی سپاه بود، سپس بین سال‌های ۱۳۶۷ تا ۱۳۷۶ قائم‌مقام فرمانده کل سپاه بود و در سال ۱۳۷۶ به فرماندهی کل سپاه پاسداران منصوب شد. پس از ۱۰ سال فرماندهی بر این ارگان نظامی-امنیتی وی جای خود را به محمدعلی جعفری داد. صفوی از سال ۱۳۸۶ به‌عنوان دستیار ویژه و مشاور عالی فرمانده کل قوا در امور نیروهای مسلح فعالیت می‌کند.

## آثار
- درآمدی نو بر جغرافیای سیاسی؛ ترجمه مشترک با دره میرحیدر، انتشارات سازمان جغرافیایی. (۱۳۷۹)
- اصول و مبانی جغرافیای نظامی؛ انتشارت سازمان جغرافیایی.
- جغرافیای نظامی ایران، ۵ جلد؛ انتشارت سازمان جغرافیایی. (۱۳۷۸ تا ۱۳۸۱)
- جهان اسلام، چشم‌انداز آینده؛ انتشارت شکیب. (۱۳۸۸)
- تغییر استراتژی نظامی ایران- عملیات ثامن الائمه (به همراه حسن اردستانی)؛ انتشارات مرکز مطالعات دفاع مقدس سپاه. (۱۳۸۸)
- جهان آمار – ترجمه؛ انتشارات شکیب (۱۳۹۳–۱۳۹۲)
- عاقبت به خیری؛ با همکاری احمد عابدی (۱۳۹۲)
- جهان اسلام، ۸ کتاب؛ انتشارات امیر کبیر. (۱۳۹۲ و ۱۳۹۳)
- ژئوپلیتیک و ژئواستراتژی جهان اسلام، انتشارات سمت (۱۴۰۰)

## تحریم‌ها
۲۵ آبان ۱۴۰۱ وزارت خارجه کانادا در بیانیه‌ای رحیم صفوی و پنج شخص حقیقی دیگر و دو نهاد جمهوری اسلامی ایران را به دلیل نقض حقوق بشر و تحویل پهپاد به روسیه برای به‌کارگیری در تهاجم نظامی علیه اوکراین تحریم کرد. به این صورت پنجمین بسته تحریمی کانادا در سال ۲۰۲۲ در این زمینه اجرایی شد.
ملانی جولی، وزیر خارجه کانادا، در این بیانیه گفت: «کانادا در استفاده از هرگونه ابزار دیپلماتیک در حدود اختیارات خود برای پاسخ دادن به تجاوزات رژیم ایران، چه در داخل و چه خارج از این کشور، تردید نخواهد کرد».

## جایزه‌ها و نشان‌های افتخار
این بخش شامل نشان‌ها و جایزه‌های رسمی سید یحیی رحیم‌صفوی است که بر روی لباس همسان او نصب می‌شود ولی جایزه‌های غیرنظامی و غیررسمی را دربر نخواهد گرفت.

### نوار نشان‌ها
|  |  |  |

### نام نشان‌ها
| نشان فتح درجه دو | نشان فتح درجه یک | نشان فتح درجه یک |

## نگارخانه

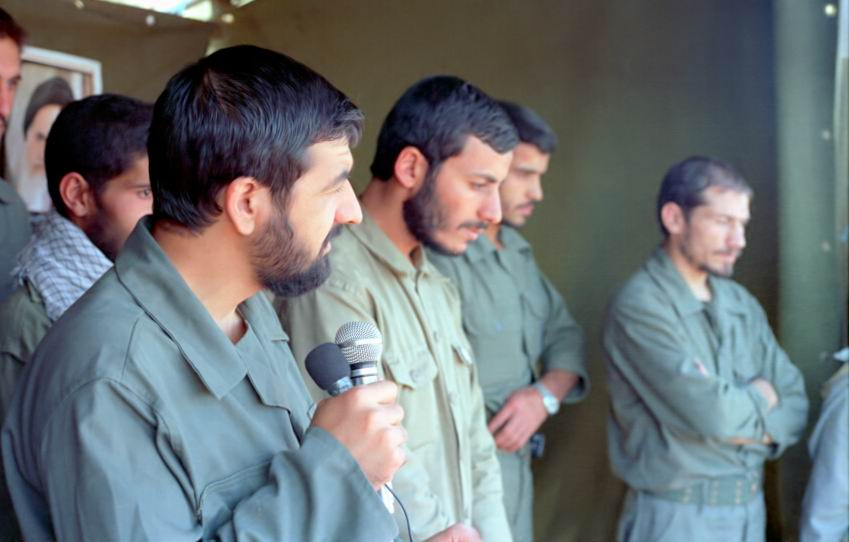
از چپ محسن رضایی، محمدابراهیم همت و رحیم صفوی؛ در سال‌های جنگ ایران و عراق
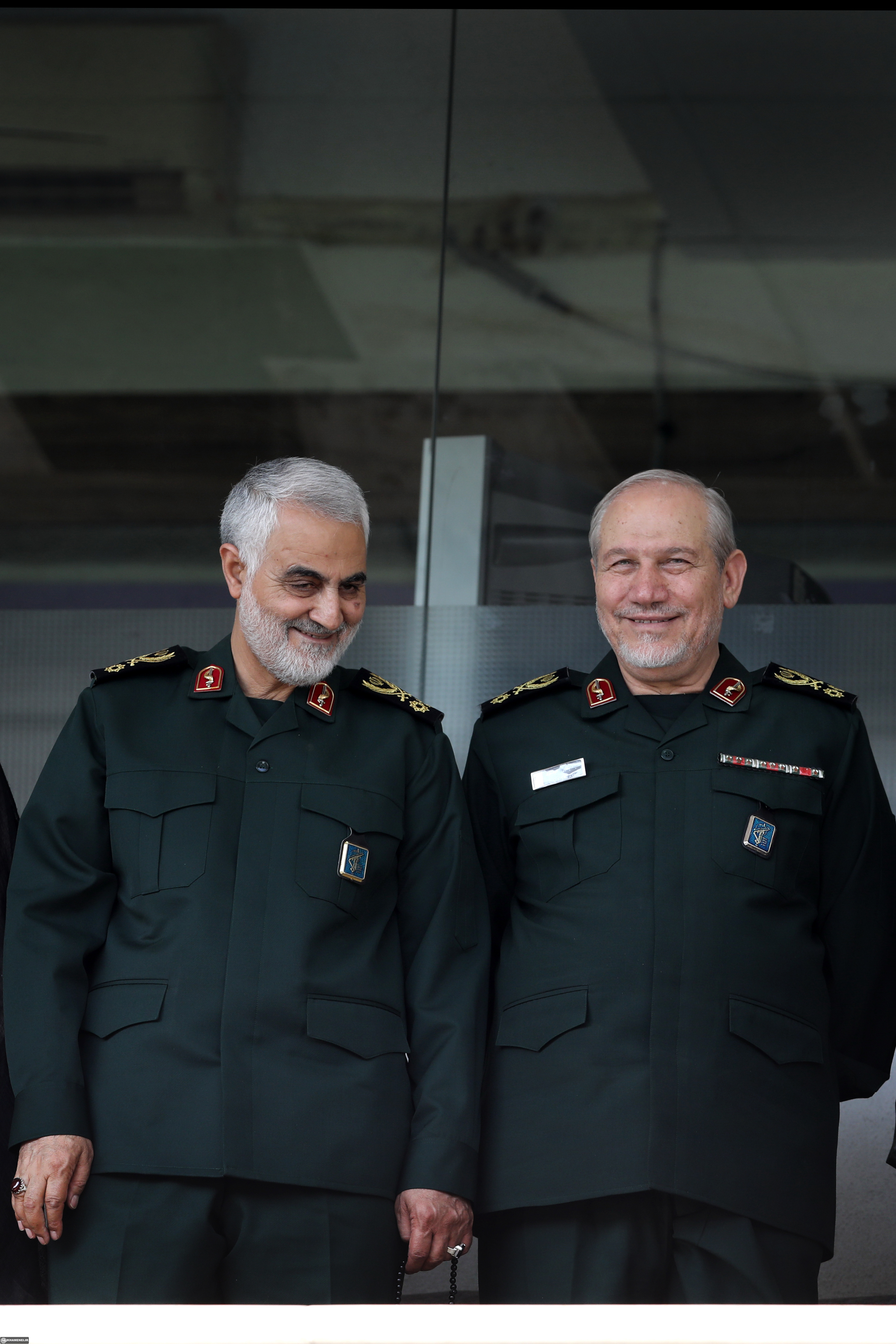
رحیم صفوی و قاسم سلیمانی در همایش بسیج سال ۱۳۹۷ در ورزشگاه آزادی
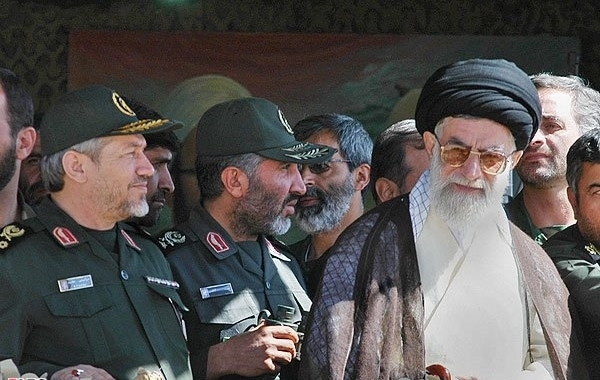
از چپ رحیم صفوی، احمد کاظمی و سید علی خامنه‌ای
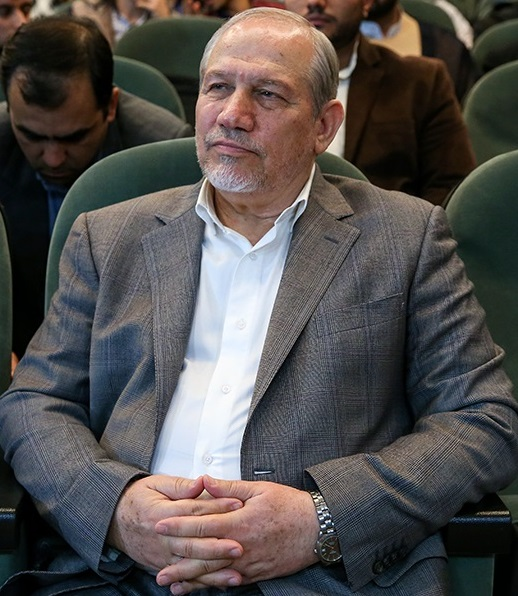
صفوی در سال ۱۳۹۸